# 윌러드 (1971년 영화)
《윌러드》(영어: Willard)는 미국에서 제작된 대니얼 맨 감독의 1971년 공포 영화이다. 브루스 데이비슨 등이 출연하였고, 모트 브리스킨 등이 제작에 참여하였다. 스티픈 길버트의 단편 소설 〈Ratman's Notebooks〉이 원작이다. 개봉 직후 엇갈린 평가를 받았으나 흥행에 성공하여 그해 11번째로 높은 수익을 올렸다.
1972년 속편 영화 《벤》으로 이어지며, 2003년 동명 리메이크 영화가 개봉하였다.

## 줄거리
윌러드는 아버지가 돌아가신 뒤 사업체를 아버지의 동업자 앨에게 빼앗기고 그 밑에서 부당한 대우를 받는다. 윌러드의 어머니까지 돌아가신 뒤 앨은 윌러드가 자신에게 집을 팔도록 압박하기 위해 그의 동료인 임시 조수 조앤과 함께 해고한다.
우연히 우두머리 쥐 벤이 이끄는 쥐떼와 친밀해진 윌러드는 이들을 활용해 앨을 공격하여 그가 창밖으로 추락사하게 만든다. 그러나 자신이 저지른 일의 결과물과 앨의 시체를 먹어 치우는 쥐떼가 끔찍해진 윌러드는 쥐들을 물을 채운 구덩이에 집어넣어 익사를 시도한다.
그러나 쥐떼는 살아서 돌아와 윌러드에게 복수한다.

## 출연진
- 브루스 데이비슨
- 손드라 로크
- 엘사 랜체스터
- 어니스트 보그나인
- 마이클 단테이
- 조디 길버트
- 윌리엄 핸슨
- 존 마이어스
- J. 팻 오맬리
- 조앤 숄리
- 앨마이라 세션스
- 폴린 드레이크
- 헬렌 스프링
- 앨런 백스터
- 민타 더피

## 기타 제작진
- 의상: 에릭 실리그